# Palazzo Fidia
Palazzo Fidia è un edificio storico di Milano situato in via Melegari al civico 2, all'angolo con via Mozart.

## Storia
L'edificio venne eretto tra il 1929 e il 1932 secondo il progetto di Aldo Andreani, già progettista della vicina Casa Sola-Busca. Il palazzo, all'epoca della costruzione poco apprezzato dai cittadini, è oggi considerato come una delle costruzioni più bizzarre ed interessanti della città.

## Descrizione
L'edificio presenta uno stile a metà tra l'art déco e l'eclettismo. Il palazzo si articola su otto piani ed è quasi interamente ricoperto di mattoni in laterizio, eccezion fatta per i bovindi in cemento e pochi altri elementi decorativi. È quindi difficile trovare uno spartito decorativo ordinato, per cui timpani, balconcini e finestroni sono disposti apparentemente in maniera disordinata. 